# Cuglieri
Cuglieri é uma comuna italiana da região da Sardenha, província de Oristano, com cerca de 3.147 habitantes. Estende-se por uma área de 120 km², tendo uma densidade populacional de 26 hab/km². Faz fronteira com Narbolia, Santu Lussurgiu, Scano di Montiferro, Seneghe, Sennariolo, Tresnuraghes.